# Ouderdomswrat
Ouderdomswratten, seborroïsche keratose, verrucae seniles of verruca seborrhoica zijn ronde of ovale, geelbruine tot bruinzwarte, ruwe, halfbolvormige, wratachtige plekken op de huid. Het zijn goedaardige tumoren door celtoename. Omdat deze onschuldige ouderdomswratten soms een sterk wisselende kleur hebben, zijn zij moeilijk te onderscheiden van moedervlekken en melanomen, met name als er sprake is van slechts een enkele afwijking.
Ouderdomswratten worden meestal pas gezien vanaf een leeftijd boven de vijftig jaar. Een persoon kan over de gehele huid vele tientallen, soms zelfs honderden van deze huidafwijkingen hebben, variërend in diameter van enkele millimeters tot enkele centimeters. Het aantal neemt toe naarmate de leeftijd vordert. Ze zijn echter niet besmettelijk; de benaming ‘wratten’ is ongelukkig gekozen, omdat echte wratten in tegenstelling tot ouderdomswratten virale infecties zijn.
Ouderdomswratten ontstaan in de epidermis. Waardoor de huidafwijkingen ontstaan, is nog niet geheel duidelijk. Ze ontstaan op zowel aan zonlicht blootgestelde huid als huid die niet of nauwelijks met zonlicht in contact heeft gestaan. Mensen met een grote zonblootstelling lijken de neiging te hebben om meer ouderdomswratten te ontwikkelen.
Om cosmetische redenen kan ervoor worden gekozen om ouderdomswratten te verwijderen. Ze kunnen gemakkelijk van de huid worden geschraapt met een scherpe lepel of curette; soms wordt ook cryotherapie, het aanstippen met vloeibare stikstof, toegepast, met name bij vlakkere ouderdomswratten in het gezicht.